# 塚原二四三
塚原 二四三 （つかはら にしぞう、1887年（明治20年）4月3日 - 1966年（昭和41年）3月6日）は、日本の海軍軍人。海兵36期・海大18期。最終階級は海軍大将。日本海軍で最後に大将に昇進した二人の軍人の一人。

## 生涯
1887年4月3日、福井県で父・塚原開太郎と母・たけの（山梨県西八代郡高田村の青柳忠左衛門の長女）の五男として生まれる。名前の「二四三」は「明治二十年四月三日生まれ」であることに因む。
本籍は山梨県中巨摩郡三恵村（現南アルプス市）で 、父は郡議会議員を務めた。長兄の塚原竹麿は村議会議員や助役を務め、次兄の塚原甲麿は大日本国民中学会の講師、弟の塚原懿智三は満州鉄道技師となった。甲府中学を経て、1908年（明治41年）11月21日に海軍兵学校36期を20位の成績で卒業、少尉候補生となり、練習航海に出発。同期に有栖川宮栽仁王少尉・沢本頼雄大将・南雲忠一大将がいる。
1910年1月15日、海軍少尉に任官。12月、砲術学校普通科学生を拝命。
1911年4月、水雷学校普通科学生を拝命。
1911年（明治44年）8月、「敷島」乗組。12月1日、海軍中尉に昇進。
1912年12月、佐世保海兵団付。
1913年5月、「夕立」乗組。
1914年3月、「阿蘇」乗組。
1914年（大正3年）12月1日、海軍大尉に昇進し、海軍大学校乙種学生を拝命。
1915年12月、「海風」乗組。
1916年4月28日、「最上」航海長に就任。1916年12月1日、「関東」航海長に就任。
1917年8月9日、「千歳」航海長に就任。
1918年12月1日、海軍大学校甲種学生を拝命（18期）。
1920年11月26日、卒業。1920年（大正9年）12月1日、海軍少佐に昇進し、第二艦隊参謀に就任。
1921年（大正10年）2月25日、横須賀海軍航空隊附。以後は航空職域で務める。4月、軍務局付。7月6日に臨時航空術講習部員となる。
1922年12月、軍令部第一班第二課参謀に就任。
1924年（大正13年）12月1日、海軍中佐。
1926年（大正15年）1月15日に鳳翔副長に就任。
1927年（昭和2年）4月5日、航空本部教育部員に就任。12月1日、航空本部総務部員に就任。
1929年（昭和4年）11月30日、海軍大佐に昇進し、軽巡洋艦「大井」艦長に就任。
1931年（昭和6年）12月9日、ジュネーヴ会議全権随員を務める。
1932年（昭和7年）11月28日、航空廠総務部長に就任。
1933年（昭和8年）10月20日、赤城艦長に就任。1934年（昭和9年）11月1日、航空本部総務部長に就任。
1935年（昭和10年）11月15日、海軍少将に昇進。
1937年（昭和12年）12月1日、第二航空戦隊司令官に就任。日華事変に参加。12月15日、第二連合航空隊司令官に就任。艦載機からなる現地派遣部隊の指揮を務めた。1938年（昭和13年）12月15日、陸上攻撃機からなる第1連合航空隊司令官に就任。当面の目標であった南京・漢口の攻略が完了した一方、相次ぐ爆撃で機体を消耗していたために、塚原が実際に爆撃の指揮を取ることも少なく内地で再編することになった。
1939年（昭和14年）10月3日、再編した第1連合航空隊を漢口で出迎えた塚原ら航空隊首脳部は、中国軍の奇襲爆撃を受けた（漢口空襲）。この爆撃によって塚原は左腕切断の重傷を負い、翌年4月まで療養生活を送った。療養中の1939年（昭和14年）11月15日に中将へ昇進した。1940年（昭和15年）4月15日、鎮海要港部司令官に就任。
1941年（昭和16年）9月10日、第十一航空艦隊司令長官に就任。12月、太平洋戦争勃発。開戦時は、フィリピン・マレー攻略の航空支援、マレー沖海戦に参加した。1942年1月下旬から第11航空艦隊はラバウルに進出を開始し、ソロモン海域を中心に活動した。1942年（昭和17年）10月、塚原はマラリアに罹患したため、後任を草鹿任一中将に託し、内地に帰還することになった。
1942年12月1日、航空本部長に就任。
1944年（昭和19年）3月1日、兼軍令部次長 兼軍事参議官。陸軍の参謀本部に倣って軍令部の次長が2人に増員されたことに伴い、塚原は軍令部次長を航空本部長と兼任した。もう一人の次長は伊藤整一中将が務めた。しかし、次長の経験は伊藤が長いにもかかわらず、塚原が兵学校の先輩にあたることから混乱もあった。また、東条政権崩壊のために参謀本部・軍令部の次長2人制度そのものが崩壊した。1944年（昭和19年）7月29日、航空本部長 兼軍事参議官。
1944年（昭和19年）9月15日、横須賀鎮守府司令長官に就任。1945年（昭和20年）5月1日、軍事参議官に就任。
1945年5月15日、大将に親任される。大日本帝国海軍に於ける最後の大将親任となった。
米内光政海軍大臣はかねてより、豊田副武大将を軍令部総長に、小沢治三郎中将を連合艦隊司令長官に据えた状態で、終戦を実現することを望んでいた。末期の連合艦隊司令長官は、支那方面艦隊・海上護衛総隊・各鎮守府・各警備府をすべて指揮する「海軍総隊」の司令長官を兼ねていた。しかし、海軍では「後任者が先任者を指揮することはできない」と定められていた（軍令承行令）。兵学校37期の小沢を海軍総司令長官に任じるには、1期先輩である塚原・横須賀鎮守府司令長官と沢本頼雄・呉鎮守府司令長官が大きな障害であった。塚原と沢本は説得を受け入れ、軍事参議官に身を引いた。
1945年8月、終戦。10月15日、予備役編入。
1947年11月28日、公職追放の仮指定を受ける。
1966年3月6日、病没。妻は壽美恵（山梨県人で、東京市電局員の輿石乙蔵の長女）。

## 年譜
- 1908年（明治41年）11月21日 - 海軍兵学校卒業（36期）。
- 1910年（明治43年）1月15日 - 任海軍少尉。
- 1911年（明治44年）12月1日 - 任海軍中尉。
- 1914年（大正3年）12月1日 - 任海軍大尉。海大乙種学生。
- 1915年（大正4年）5月26日 - 海大専修学生。
- 1916年（大正5年）4月28日 - 「最上」航海長。
  - 12月1日 - 工作艦「関東」航海長。
- 1917年（大正6年）8月9日 - 巡洋艦「千歳」航海長。
- 1918年（大正7年）12月1日 - 海大甲種学生。
- 1920年（大正9年）12月1日 - 任海軍少佐。
- 1924年（大正13年）12月1日 - 任海軍中佐。
- 1926年（大正15年）1月15日 - 航空母艦「鳳翔」副長。
- 1929年（昭和4年）11月30日 - 任海軍大佐。軽巡洋艦「大井」艦長。
- 1931年（昭和6年）12月9日 - ジュネーヴ会議全権随員。
- 1933年（昭和8年）10月20日 - 航空母艦「赤城」艦長。
- 1935年（昭和10年）11月15日 - 任海軍少将。
- 1937年（昭和12年）12月1日 - 第二航空戦隊司令官
  - 12月15日 - 第二連合航空隊司令官
- 1938年（昭和13年）12月15日 - 第一連合航空隊司令官
- 1939年（昭和14年）11月15日 - 任海軍中将。
- 1940年（昭和15年）4月15日 - 鎮海要港部司令官
- 1941年（昭和16年）9月10日 - 第十一航空艦隊司令長官。
- 1942年（昭和17年）12月1日 - 航空本部長（～1944年9月14日）。
- 1944年（昭和19年）3月1日 - 航空本部長 兼 軍令部次長 兼 軍事参議官。
  - 7月29日 - 航空本部長 兼 軍事参議官。
  - 9月15日 - 横須賀鎮守府司令長官。
- 1945年（昭和20年）5月1日 - 軍事参議官。
- 5月15日 - 任海軍大将。
  - 10月15日 - 予備役編入。

## 栄典・授章・授賞
位階
- 1910年（明治43年）3月22日 - 正八位[8]
- 1912年（明治45年）2月10日 - 従七位[9]
- 1915年（大正4年）2月10日 - 正七位[10]
- 1941年（昭和16年）12月15日 - 正四位
- 1945年（昭和20年）2月1日 - 従三位

勲章等
- 1912年（大正元年）8月1日 - 韓国併合記念章[11]
- 1915年（大正4年）11月10日 - 大礼記念章（大正）[12]
- 1917年（大正6年）7月25日 - 勲六等瑞宝章[13]